# Hiroyuki Imaishi
Hiroyuki Imaishi (今石 洋之, Imaishi Hiroyuki, nascut el 4 d'octubre de 1971) és un animador clau japonès, director d'animació i cofundador de Studio Trigger. El seu estil està marcat per una animació ràpida i frenètica combinada amb un elaborat guió gràfic i una direcció contundent. Abans de fundar Trigger, va ser animador i director a Gainax. Les seves obres més conegudes inclouen Tengen Toppa Gurren-Lagann (2007), Panty and Stocking with Garterbelt (2010), Kill la Kill ( 2013), Promare (2019) i Cyberpunk: Edgerunners (2022).

## Inici de carrera
Després de dibuixar el manga per al cercle doujinshi, Imaishi va treballar com a creador. Va treballar a Gainax el 1995 com a animador intermedi per a Neon Genesis Evangelion. Algunes de les seves primeres obres inclouen direcció d'animació, storyboard i animació clau per a Kare Kano (His and Her Circumstances), FLCL, Diebuster , Oval X Over i l'animació final de Paradise Kiss. Va continuar dirigint Dead Leaves, una pel·lícula d'anime de 2004 produïda per Production I.G. i el primer episodi de Re: Cutie Honey.

## Director
El seu debut com a director de sèrie va ser Tengen Toppa Gurren-Lagann (2007). L'anime va rebre un Premi a l'Excel·lència al Japan Media Arts Festival de 2007, i el mateix Imaishi van rebre un premi individual al dotzè festival Animation Kobe. El 2008, l'anime va rebre tant la "millor producció televisiva" com el "millor disseny de personatges" de la Fira Internacional de l'Anime de Tòquio. Més tard va continuar treballant com a director a la sèrie d'anime Panty & Stocking with Garterbelt. La seva influència principal com a animador i director són Yoshinori Kanada i les seves obres, en les quals tots els seus títols d'anime com Dead Leaves, Tengen Toppa Gurren-Lagann i Panty & Stocking with Garterbelt li fan un homenatge especial a ell i al seu art. Imaishi va deixar Gainax i va establir Studio Trigger el 2011. El seu primer treball de direcció a l'estudi és Kill la Kill. Va dirigir l'obertura de la temporada 2 de Black Dynamite.

## Obres notables

### Director
- Magical Shopping Arcade Abenobashi (2002) (episodi 3)
- Dead Leaves (2004)
- Re: Cutie Honey (2004) (episodi 1)
- Oval x Over (2005)
- Tengen Toppa Gurren-Lagann (2007)
- Panty & Stocking with Garterbelt (2010)
- Kill la Kill (2013)
- Japan Animator Expo (2015) ("Sex & Violence with Machspeed")
- Space Patrol Luluco (2016)
- Promare (2019)
- Star Wars: Visions (2021) ("The Twins")
- Cyberpunk: Edgerunners (2022)[8]

### Altres
- Neon Genesis Evangelion (1995) Animador intermedi
- Kare Kano (His and Her Circumstances) (1998) Storyboard, animador clau, director d'animació, guió (ep. 19)
- Medabots (1999) Director d'animació (episode 14), animador clau[9]
- FLCL (2000) Director d'animació (episode 5)
- PaRappa the Rapper (2001) Director d'animació final (ED1)
- Fullmetal Alchemist (2003) animador clau (episodis 4, 22)
- Musashi: Samurai Legend (2005)
- Namco × Capcom (2005)[10] Supervisor d'animació, guió guionista, productor d'animació, director, disseny de personatges d'animació, supervisor d'art, animació clau
- Redline (2009) Animador clau
- Black Rock Shooter (2012) Director (CG Battle)
- Inferno Cop (2012) Supervisor
- Ninja Slayer (2015) Dissenyador de personatges
- OK K.O.! Let's Be Heroes (2017) Artista de guió guionista per als títols d'obertura
- BNA: Brand New Animal (2020), Storyboard Artist (episodi 5)[11]